# Semaforska signalizacija
Semaforska signalizacija slanje je poruka na daljinu korištenjem signalnih zastavica. Nastala je davne 1803. godine i u današnje vrijeme se najčešće naziva "semafor". Godine 1933. međunarodno je kodirana i tako postala opće priznati način optičkog signaliziranja na kraćim udaljenostima. Uz pomoć dvogleda, u dobrim uvjetima vidljivosti, sporazumijevanje semaforom moguće je na udaljenostima do tri kilometra. 

## Izviđači
Izviđači često koriste ovaj sustav slanja poruka, naročito na izviđačkim natjecanjima. Najčešće se šalje poruka koja sadrži 30 znakova, od kojih obavezno dva broja. Drugi često korišteni metoda relejno slanje poruka, gdje se poruka prenosi od primarnog pošiljatelja ka krajnjem primatelju preko pomoćnih primatelja / pošiljatelja - releja.

## Dimenzije zastavica
Same zastavice su dimenzija 40 x 40 cm, dok je palica dužine oko 60 cm. Platno je najčešće dvobojno, podijeljeno po dijagonali na dio bijele boje i dio crvene boje, iako ovo nije jedina kombinacija boja. Boje ovise od mjesta s kojeg se šalje poruka i od vremenskih uvjeta (npr., ako je u pitanju poljana ili ako je u pozadini pošiljatelja šuma, kombinacija je crveno-bijela, ako su u pozadini pošiljatelja stijene ili je maglovito vrijeme, kombinacija je plavo -žuta, gdje je platno sastavljeno iz četiri kvadrata u šahovskom rasporedu).

## Način slanja poruka
Prilikom slanja poruke, potrebno je zauzeti dobar položaj kako bi primatelj poruke jasno vidio pošiljatelja. Pošiljatelj poruke zauzima raskoračni stav, stopala su u širini ramena. Početak i kraj poruke signalizira se kružnim pokretima obje ruke (tri puta). Radi lakšeg sporazumijevanja, riječi (a i slova) se odvajaju tako što se zastavice ukrste u položaju kada su ruke spuštene. Na ovakav način mogu se slati slova i brojevi, s 'tim što se brojevi šalju cifru po cifru na sljedeći način:
1. svaka znamenka se šalje kao kombinacija "dvojki" i "jedinica" tj. "udarcima" dvije ili jednom zastavicom (uvijek onom koja je u desnoj ruci). Npr., ako šaljemo znamenku 5, poslaćemo je kao "dvojka" + "dvojka" + "jedinica" jer je 5 = 2 +2 +1;
2. znamenka "nula" se šalje kružnim pokretom zastavice, kao da pišete znamenku u zraku. Ako broj sadrži više od jedne nule (npr. dvije) za njihovo ispisivanje koristiti obje zastavice istovremeno. Npr., broj 100 ima dvije nule i šalje se kao "jedinica" i dvije nule a broj 1000 ima tri nule i šalje se kao "jedinica" + dvije nule + nula .

Ovo nije jedini način slanja brojeva. Koristi se i metoda slanja brojeva koji podsjeća na raspored sati na satu.
Slova specifična za naš jezik se šalju na sljedeći način:
1. Ć se šalje isto kao C, s 'tim što se desnom rukom "udari jednom" u zrak da bi se naglasila razlika u odnosu na C;
2. Č se šalje isto kao C, s 'tim što se desnom rukom "udari dva puta" u zrak da bi se naglasila razlika u odnosu na C;
3. Đ se šalje isto kao D, s 'tim što se desnom rukom "udari jednom" u zrak da bi se naglasila razlika u odnosu na D;
4. Dž se šalje isto kao D, s 'tim što se desnom rukom "udari dva puta" u zrak da bi se naglasila razlika u odnosu na D;
5. Lj se šalje isto kao L, s 'tim što se objema rukama "udari jednom" u zrak da bi se naglasila razlika u odnosu na L;
6. Nj se šalje isto kao N, s 'tim što se objema rukama "udari jednom" u zrak da bi se naglasila razlika u odnosu na N;
7. Š se šalje isto kao S, s 'tim što se objema rukama "udari jednom" u zrak da bi se naglasila razlika u odnosu na S;
8. Ž se šalje isto kao Z, s 'tim što se objema rukama "udari jednom" u zrak da bi se naglasila razlika u odnosu na Z.